# 遠藤誠 (弁護士)
遠藤 誠（えんどう まこと、1930年10月29日 - 2002年1月22日）は宮城県出身の日本の弁護士（第二東京弁護士会所属）。

## 来歴
宮城県柴田郡大河原町生まれ。旧制白石中学校から四年修了で第二高等学校文科に進み、五島勉を知る。旧制東京大学法学部法律学科在学中、複数の学生運動組織に所属し、火炎瓶闘争に参加。1953年に東京大学法学部を卒業し、参議院法制局に勤務しつつ司法試験に合格。司法修習（10期）時代の同期に河上和雄がいる。千葉地方裁判所判事補をへて1961年に弁護士登録（第二東京弁護士会）。2002年、肺癌で死去。

## 人物
第二次世界大戦中は戦死した父の敵討ちをしようと仙台陸軍幼年学校へ入学するが、戦後になって父親の形見の従軍手帳を読み、中国大陸での日本軍の行為を知ったという。以来、昭和天皇の戦争責任を追及し反国家権力の立場で活動。帝銀事件弁護団長や反戦自衛官訴訟弁護団長などを務める。
連続ピストル射殺事件の永山則夫や、『ゆきゆきて、神軍』で知られる奥崎謙三の弁護人も務めた。奥崎が殺人未遂で起訴されたとき（『ゆきゆきて、神軍』参照）には無罪を主張したが、あまりに行き届いた弁護だったため、「俺が法廷でいうことがなくなってしまう」と奥崎に解任された。
暴力団員による不当な行為の防止等に関する法律（暴力団対策法）の違憲を主張する行政訴訟の弁護に際しては、12億円余りの主任弁護費用を出すとの申し出を断り、無償で山口組の代理人を務めた。組側はお礼に遠藤作品の録音テープを大量に購入したという。同組から講演を頼まれた際には、「任侠とは、強きをくじき、弱きを助けるものだ」と組員らを前に熱弁をふるった。
帝銀事件の再審弁護団では「（犯人とされる平沢貞通が）白でも黒でもかまわんよ」「国家という巨大でまがまがしい存在に対抗するには、この平沢の事件は非常にいいネタなんだ。オレが闘う材料としては格好のものなんだよ」というスタンスで、平沢の無実を確信できるかどうかに関係なく弁護団長をつとめた。オウム真理教事件では同教団の顧問弁護士である青山吉伸が逮捕された際に青山の弁護人を務めた。一方で元教祖の麻原彰晃から弁護を依頼されたが「無罪を確信することができないから」と拒絶した。この点についてドキュメンタリー映画監督の森達也は、「弁護士の仕事は被告人を無罪にすることではなく被告人の権利を守ることであるはずで、無罪と思えないから弁護はできないといったら弁護活動はほとんどできなくなるのではないか」と指摘している。
熱心なマルクス主義者であると同時に「現代人の仏教の会」、「弁護士会仏教勉強会」を主宰した仏教者でもあり、「釈迦マル主義者」を自称した。仏教に帰依する前は一夫多妻主義であり、女性関係も激しかったため、そのもつれから昭和53年（1978年）5月22日にはブロバリン200錠を服用し自殺を図ったが、知人女性に発見され未遂に終わっている。この生還を期に（女性関係にだらしのない）自分は生まれ変わったと述べている。
左翼を自認するもの傍ら、「同じ反体制」という認識に基づき、右翼の弁護活動も行った。
作曲家石井歓を師匠と仰ぐ自称音楽家で、弁護士の方が趣味だとまでいっていた。無償で弁護してもらった人たちはお礼に遠藤自作の録音テープを購入することも多かったという。
立命館大学で教鞭を握りつつ、刑事訴訟法に関する研究をしていた井戸田侃弁護士の紹介により知り合ったドメスティックバイオレンス、ストーカーに依る被害者救済活動をしていたHiro T.A Sheeneとは長年に渡って親交を深め、ストーカー行為等の規制等に関する法律（ストーカー規制法）や配偶者からの暴力の防止及び被害者の保護等に関する法律（DV防止法）の制定にも、Hiro T.A Sheeneと共に大きく貢献していた。
風呂嫌いであった。

## 著作
- 『弁護士と仏教と革命』長崎出版、1981年9月
- 『交遊革命…好漢たちとの出会い』社会批評社、1996年11月
- 『続・交遊革命…良き友を持つことはこの道の半ばをこえる』社会批評社、1997年7月
- 『怪物弁護士・遠藤誠の事件簿…人権を守る弁護士の仕事』社会批評社、1999年7月
- 「怪物弁護士・遠藤誠全記録」～まつろわぬ仏教者 魂の叫び～ VHS